# Notolabrus fucicola
Espèce
Statut de conservation UICN

 LC  : Préoccupation mineure
Notolabrus fucicola est une espèce de poissons marins du genre Notolabrus de la famille des Labridae.

## Répartition
Ce poisson vit dans la partie orientale de l'océan Indien, sur la côte sud de l'Australie y compris la Tasmanie et tout autour de la Nouvelle-Zélande.

## Habitat
C'est un poisson qui vit aux profondeurs moyennes dans les zones de récifs rocheux et dans les herbiers sous-marins.

## Description
Sa longueur est comprise entre 30 et 60 cm. Les spécimens les plus grands ont été trouvés en Nouvelle-Zélande. Les spécimens de grande taille, qui pourraient avoir plus de 25 ans, pèsent jusqu'à près de 5 kg. Une étude sur l'âge de cette espèce en Nouvelle-Zélande a suggéré qu'elle peut vivre jusqu'à 35 ans au moins.
Sa coloration est variable : les jeunes sont brun-rouge tacheté de vert et orange, tandis que les adultes sont de couleur vert-brun teinté de pourpre avec des barres jaunâtres verticales plus ou moins distinctes sur le corps et les nageoires.

## Alimentation
C'est un prédateur généraliste. Il peut grâce à une mâchoire puissante et de solides dents détacher les chitons, patelles et balanes des roches. Il peut aussi écraser et manger des mollusques, des crabes et des oursins.
Son alimentation varie selon l'âge et la taille de l'individu. Les petits poissons (de 100 à 180 mm) mangent surtout des amphipodes et isopodes, tandis que les spécimens plus gros (au-delà de 180 mm) se nourrissent principalement de mollusques bivalves, de gastéropodes et de crabes.

## Reproduction
Ce sont des reproducteurs asynchrones suivant le modèle typique des labridés (printemps et été australs et plus particulièrement de juillet à décembre). Comparé à d'autres Labridae de Nouvelle-Zélande qui sont hermaphrodites protogyne, Notolabrus fucicola est un gonochoriste secondaire, où les individus changent de sexe avant la maturation sexuelle.
C'est une espèce dichromatique, mais sans réel dimorphisme sexuel. Il est également monandrique (où un seul type morphologique masculin est présent). En dépit du fait qu'on n'ait pas trouvé de gonades de transition, il semble possible que des conditions environnementales particulières (ou sociales) puissent induire un changement de sexe pour au moins une petite proportion des populations de cette espèce.